# 劳埃德银行集团
劳埃德银行集团（英語：Lloyds Banking Group plc），是英国重要金融机构，2009年由劳埃德TSB银行收购HBOS成立。劳埃德银行集团总部位于伦敦城，注册地则在爱丁堡。劳埃德银行集团的服務範圍包括一般銀行業務（含抵押貸款和個人經營者）、商業、壽險、生活、退休金及一般保險、財務管理及國際業務。劳埃德的分行遍及美國、歐洲、中東與亞洲。

## 历史
2008年9月18日萊斯TSB銀行以0.605股換1股HBOS股票的條件併購HBOS，每股232便士，總值120億英鎊（218.5億美元）。HBOS由哈里法克斯和蘇格蘭銀行合併組建，是英國最大抵押貸款及儲蓄銀行集團，股東數目達200萬，有1,500萬名存戶，存款2,580億英鎊
2009年3月8日，英國政府宣為劳埃德银行集团的有毒資產提供2,600億英鎊擔保。英國政府在萊斯銀行的股權今後將會由43.5%升至65%。
2009年11月2日，劳埃德银行集团透過供股集資135億英鎊及以現有債務轉資本方式籌集75億英鎊，涉及總額達 210億英鎊，相等於340億美元，是英國歷最大規模的一次供股，持有萊斯四成三股權的英國財政部，將按持股比例相應供股58億英鎊。供股集資後，萊斯無需再參與政府的資產保護計劃。
2013年5月30日瑞士聯合私人銀行(Union Bancaire Privee, UBP SA, “UBP”)宣佈，已同意收購英國駿懋銀行集團（Lloyds Banking Group，「駿懋」）旗下的國際私人銀行業務。
2013年9月17日，隶属英國政府的英国金融投资有限公司（UK Financial Investments Ltd.）落實，以每股0.75英鎊出售萊斯銀行集團6%股權42.8億股股份，套現32億英鎊，料獲利6,000萬英鎊，所持股權降至32.7%。
2013年11月18日，安本資產管理宣布收購萊斯銀行旗下的投資公司Scottish Widows Investment Partnership（SWIP），總資產管理規模將會增加至5,210億美元，成為歐洲最大的上市獨立資產管理集團。在交易當中，萊斯銀行會將 SWIP 旗下業務及基金轉讓予安本集團，以換取其價值接近 5.5 億英鎊的 9.9%股權，也為安本集團與萊斯銀行提供一個長期策略合作的平台。
2015年4月24日，英國政府披露，已進一步減持萊斯銀行股份，持股量降至20.95%，為銀行重返全盤私有化再邁進一步

## 資產
1. 蘇格蘭銀行 100%
2. 哈里法克斯（英语：Halifax (United Kingdom bank)） 100%
3. 森寶利銀行（英语：Sainsbury's Bank） 50%

## 董事会
- 畢曉甫（英语：Winfried Bischoff）爵士[3], 董事长（非执行）
- 安東尼奧·霍塔·歐索里奧（英语：António Horta Osório (banker)）, 集团執行長
- 喬治·庫爾默（George Culmer）, 集团財務董事
- 大衛·羅伯茲（David Roberts）, 副董事长（非执行）
- 洛德·布雷克威爾（英语：Norman Blackwell, Baron Blackwell）, 非执行 董事
- 凱洛琳·費爾拜恩（英语：Carolyn Fairbairn）, 非执行 董事
- 阿妮塔·弗魯（英语：Anita Frew）, 非执行 董事
- 小提摩西·萊恩（Timothy Ryan, Jr）, 非执行 董事
- 馬丁·A·西克魯那（Martin A Scicluna）, 非执行 董事
- 安東尼·瓦特森（Anthony Watson）, 非执行 董事
- 莎拉·韋勒（Sara Weller）, 非执行 董事

## 链接
- 官方网站
- Lloyds TSB
- Bank of Scotland （页面存档备份，存于）
- Halifax （页面存档备份，存于）
- Lloyds International
- 劳埃德银行集团在OpenCorporates上的群組